# Гафанья-да-Боа-Ора
Гафанья-да-Боа-Ора (порт. Gafanha da Boa Hora)  —  район (фрегезия) в Португалии,  входит в округ Авейру. Является составной частью муниципалитета  Вагуш. Находится в составе крупной городской агломерации Большое Авейру. По старому административному делению входил в провинцию Бейра-Литорал. Входит в экономико-статистический  субрегион Байшу-Воуга, который входит в Северный регион. Население составляет 2277 человек. Занимает площадь 37,10 км².